# ハビエル・グティエレス・クエバス
ハビエル・グティエレス・クエバス（スペイン語: Javier Gutiérrez Cuevas、1985年3月29日 - ）は、スペイン・カンタブリア州サンタンデール出身のスキー選手（クロスカントリースキー）。2010年バンクーバーオリンピックと2014年ソチオリンピックに出場した。

## 経歴
ビスケー湾に面したカンタブリア州サンタンデール出身。兄のフアン・ヘスス・グティエレス・クエバスもクロスカントリースキー選手であり、1992年アルベールビルオリンピック・1994年リレハンメルオリンピック・1998年長野オリンピック・2002年ソルトレークシティオリンピック・2006年トリノオリンピックに5大会連続出場している。兄とは16歳差があり、兄弟で冬季オリンピックに同時出場することはなかった。
2007年にノルウェーで開催されたワールドカップでは、4×10kmリレーで19位となった。2009年にイタリアで開催されたワールドカップでは、15kmフリーで61位となった。2009年にチェコのリベレツで開催された世界選手権では、15kmフリーで67位となった。
2010年にはカナダのバンクーバーで開催された2010年バンクーバーオリンピックに出場。スプリントでは40位、15kmフリーでは69位となった。50kmクラシカルは途中棄権している。2014年2月にはロシアのソチで開催された2014年ソチオリンピックに出場。50kmフリーでは47位、スキーアスロンでは58位、15kmクラシカルでは63位となった。

## 成績

### 冬季オリンピック
| 年   | 場所         | 日付          | 種目           | 順位 |
| ---- | ------------ | ------------- | -------------- | ---- |
| 2010 | バンクーバー | 2010年2月15日 | 15kmフリー     | 69位 |
| 2010 | バンクーバー | 2010年2月20日 | スプリント     | 40位 |
| 2010 | バンクーバー | 2010年2月28日 | 50kmクラシカル | 棄権 |
| 2014 | ソチ         | 2014年2月9日  | スキーアストン | 58位 |
| 2014 | ソチ         | 2014年2月14日 | 15kmクラシカル | 63位 |
| 2014 | ソチ         | 2014年2月23日 | 50kmフリー     | 47位 |